# Diplazon prolatus
Diplazon prolatus là một loài tò vò trong họ Ichneumonidae.